# プレイヤーキラー
プレイヤーキラー (Player Killer, PK) とは、オンラインゲーム、特にMORPGやMMORPGにおいて、他のプレイヤーに対し、何らかの目的で攻撃を行うプレイヤーを指して言う。その行為をプレイヤーキル (Player killing) と言い、これもPKと略す。特に区別する場合にはPKer、PKingと呼ばれることがある。他プレイヤーの所持アイテムを奪うことを目的とする際は単純に“Robber”と呼ばれ、PKと区別することも多い。
対人戦闘と訳されるPvP (Player versus player) モードが本来の仕様として存在するオンラインゲームでは、PKとPvPは区別される。ただし、PvPとは対戦型のオンラインゲームでもMMORPG・MORPGでのみ使用される概念である。PKとその派生のTKはオンラインゲーム全般で使われる概念である。
『信長の野望Online』の合戦、『大航海時代Online』の大海戦などのように、PvPとPKが混在しているMMORPGも数多く存在している。
PvP仕様のシステムでもPKは存在する。PvPとPKは、双方の同意に拠るか否かで区別して考えられている。
オンラインゲーム運営上の課題の一つであり、プレイヤー同士のトラブル、ハラスメント発言へ直結している。PK可能なゲームではプレイヤー数の減少が発生したり、ゲーム運営に悪影響を与える問題までに発展する場合がある。そのため当初はPKを売りにしていたゲームもPK禁止、地域の限定、もしくはペナルティの増加などの調整が行われる事が多く、中には執拗なPK行為や粘着行為が他プレイヤーへの重大な迷惑行為として扱われ、アカウント停止処分となる事例も見受けられる。
チーム対戦型のオンラインゲームで味方プレイヤーを殺すプレイヤーはチームメイトキラー (Teammate Killer) またはチームキラー (Team Killer) と呼ばれる。TKerと略されることが多い。その行為をチームキル (Team Killing, TK) と呼ぶ。
味方を誤って攻撃してしまった際は“FF”（“フレンドリーファイア”）として扱われるが、こちらに関しては露骨に意図的なものでない限り問題になる事は少ない。
しかし意図的に“FF”、“TK”を行う、また同一マップで複数プレイヤーが会するゲームにて味方プレイヤーを意図的に攻撃する、敵を味方に誘導して不利に追い込むプレイヤーは悪質な“PK”として区別され、そのような行為は"troll"と呼ばれる。
ウルティマオンラインのようにシステム上プレイヤーキルが可能なゲームもあり、エバークエストのようにプレイヤーキルが不可能なゲームもある。ゲーム内の一部の場所（「kill zone」）に限定してキリングが許されるゲームもあるが、そういったゲームでは多くのプレイヤーは kill zone を避けてプレイする傾向にあると Bradley and Froomkin は2004年に指摘した。

## 歴史

### ディアブロ
オンラインゲーム黎明期を築き上げた複数プレイヤー参加型オンラインRPG (MORPG) の『ディアブロ』ではリアリティのある命中判定を採用しており、常時対プレイヤーキャラクターへの攻撃の可能性があった。死亡したプレイヤーは持ち物の全てをその場に散逸させ死亡する仕様で、PKを行うメリットが非常に大きかったことから、ごく初期から盛んにPKが行われていた。
当初は地上・地下のいずれの場所でもPKが可能であったため、地上を歩いている多くのプレイヤーを巻き添えにするPKerへの非難の声に対処する形で、地上での魔法攻撃ができないようシステムに規制がかけられたり、悪質と見られるPKerに対する賞金首が一部コミュニティで公表されるなど、批判の声も挙がった。
しかし近年のオンラインゲームに比べると、プレイヤー層は生粋のゲーマーが大半であった事や、失った財産を再び稼ぎなおすまでに要する時間が短いゲームシステムであったこともあり、PKを完全否定するプレイヤーは少数だったとされる。

### PKの組織化
その後、MORPGから同時参加人数が増えた多人数同時参加型オンラインRPG (MMORPG) が主流となりPKの人口とともに被害も大きくなった。ほとんどのオンラインゲームではPKは圧倒的な少数派であり、同志と出会う事は極めて稀だがそれ故に結束が強かった。
MMOPRGの時代になってからPK集団として組織化していったケースも見られる。一度PKを失敗すると同一プレイヤーには警戒されるので、集団で襲ったほうが必殺の可能性が高いことも原因となった。またPK人口増加でPK専門のコミュニティが形成されたためでもある。

### オンラインゲームの普及
MMORPGを筆頭にオンラインゲームの一般化、特にライトユーザーの参入によりPKを受ける事に納得できないプレイヤーの割合が増加した。その為、運営会社はより多くのユーザー獲得と維持の必要性からPKを行えない仕様を採用する傾向となってきた。
例えばウルティマオンラインの場合、当初はほぼ全世界でPKが可能であったが、ユーザーの増加と共にPKが可能なフェルッカとPKが不可能なトランメルに世界が分けられた。さらにその後、アイテムに保険をかけられるシステム（PKに殺害されてもアイテムを奪われなくなる）が採用されるなどしてPKのメリットが低下していった。
その一方で、その頃からシステムの不備を突いたPK方法やMPKが多く見られるようになる。

### Wizardry Online
2011年に稼働を開始したWizardry Onlineでは、街中を含めて全てのフィールドでプレイヤーに対して攻撃が可能、尚且つ死体からアイテムを盗む(ルート行為)行為が可能だった。(街中ではPKは可能だがルートは不可)そもそも本ゲームはPKによる死亡/MOBからの攻撃で死亡を問わず死体がその場に残り、他人に装備を盗まれる可能性が常に存在し、また蘇生失敗という概念があり、2段階の蘇生を失敗した場合、装備もろともキャラクターが削除されるリスクが存在するというこの時代のオンラインゲームでは例を見ない程のハードコアな仕様であった。

しかしながら他ゲームの例に漏れず、犯罪行為を望まないプレイヤー層の増加に伴い、2014年になってPKを含む犯罪行為が全て行えない「†Liberal†」サーバーが登場した。

2016年12月20日を持ってサービス終了

## MMORPGでのPK

### PKの主流として
MMORPG以外でPKを行えるネットゲームはそれほど多くはない。
PKの加害者・被害者の双方または片方は比較的高レベルプレイヤーが多い。ライトユーザーにはPKに否定的な者が多いせいか、低レベルプレイヤー同士でのPKは少ない。ただし、低レベルのプレイヤーを保護するためにレベル差が大きい場合にはPKができない仕様や、レベル差に比例してデメリットが加重になる仕様の場合には、PKプレイヤーが低レベルのキャラクターを使用する事がある。

### 実利的なPK
PKされた/MOBに倒された問わず装備品をその場にドロップしてしまう、もしくは死体から装備を漁る事が可能なタイトルであればPKはアイテムを奪うことのできる非常に実利的な行為と成りうる。

また、わざと弱い装備や弱いキャラクターでPKを挑み、撃退された結果、相手にPKフラグ(後述)が付いた状態で本気装備やメインキャラに切り替える、集団で襲うなどでアイテムドロップを期待するPKが存在する。

大半のゲームでは攻撃された場合、数十秒～数分間の反撃時間が設けられ、その間に撃退出来た場合は正当防衛としてPKが成立しない場合があるが、あえてその時間を逃げ切る、もしくはシステムの穴を付いて相手にPKフラグを背負わせてPKKを行い、装備やアイテムの強奪を目論むプレイヤーも存在する。

都合のいいダンジョンやフィールド（「狩場」）を自分たちのグループで占有するためのPKもある。同様に旨味のあるレアなアイテムを落とすボスモンスターを自分たちのグループで囲い込むためのPKもある。
BOTがゲームで禁止行為とされている場合、BOTの狩場を確保すると同時に第三者にその使用を見せない（GMコールなど運営会社への通報をさせない）為に、BOTを活動させている狩場に近づく者を片端からPKするという者もいる。また、ゲームの中でPKギルド、PK血盟などと呼ばれるPKプレイヤーの集団が、この様なBOTプレイヤーやRMTなどのゲームによっては違反とされる行為を行う者たちと密接に結びつき、活動資金の供給やキャラクターの育成を行ってもらうのと引き換えに、いわゆる用心棒役などを務めているケースも見られる。
その一方で、逆にBOT排除を目的としてPKを行う場合もある。
大航海時代Onlineなどの一部タイトルでは､PKを繰り返すことで悪名を上昇させ､一定値以上の悪名でないと受注出来ないクエストや入港できない港が存在したりとPK自体が完全にゲームシステムに組み込まれている｡
その他、ゲームをプレイするためのアカウントの不正アクセス（クラッキング・ハッキング）が発生しているタイトルでは、これとプレイヤーキラーが密接に結びつく場合があり、主にRMT目的による高価値のアイテム・装備類の奪取を狙うクラッカーが、不正アクセスに成功し乗っ取った他者のキャラクターでPK行為を繰り広げることが見られる。特にPK行為にパラメータ的なペナルティが累積的に課されるタイトルでは、装備やアイテムを奪われた上に過重なPKペナルティを抱え込まされた結果として、（キャラクターデータのクラッキング被害以前の状態への復元など運営会社による特別の処置が無ければ）クラッキング被害者の再起が事実上不可能になる状況があるためである。またこの場合、クラッキング被害者をPKの加害者に仕立て上げることで他のプレイヤーから孤立させ、精神的ショックをさらに増大させることで抵抗する意欲を奪ってゲームからの「引退」（アカウントの放棄）に追い込み、運営会社や警察による調査の手が自らへと及びにくくすることも、クラッカーにとっては目的の1つである。

### 非実利的なPK
自分の所属するグループと何らかの理由で敵対するグループやプレイヤーに対するPKも見られる。口喧嘩や誹謗中傷が原因だったりアイテムの分配など些細なことが原因となる場合も多い。
一方で単に低レベル、あるいはPvPに不向きなジョブのプレイヤーを狙ってPKすることで力を誇示しようとするPKもいる。PKKがゲーム内に存在する場合、この様な者たちは「初心者狩り」を行うPKと同様に最優先の攻撃対象とされることが多い。
また、外国人プレイヤーを見かけるとPKをする、相手キャラクターの名前や英語以外の言語でチャット等をしているのを見て、相手プレイヤーが特定の民族や人種であると判断した場合には、PKをするなどの民族の問題、人種の問題が理由として絡んでくる物も存在し、所謂人種差別に繋がりかねない事をする者も見られる。

### 反マナーに対する私的制裁PK
数多くのオンラインゲームで横行しているリアルマネートレーディングの原因は海外から接続するユーザーであると考えるプレイヤーは、それらしきプレイヤーを見かけるとPKを仕掛けることがある。また、ボットと呼ばれる自動操作を使っていたり、他のプレイヤーへの迷惑行為（PKも含む）を行っていると判断しPKを仕掛けることもある。
マナー・規約に沿った行動が正しいのでありそれに反するものは制裁を加えてかまわないというイデオロギーを持つプレイヤーに多い。そのゲーム内世界全体の流れでそうなった場合、平等原則に反する形でPKを容認するプレイヤーも増加してゆく。そのイデオロギーに反した独自の行動をするマナーあるプレイヤーも制裁対象としてPKされる場合もある。
また、BOTプレイヤーなどゲーム内における不正行為者に対する私的制裁としてのPKは、運営会社やゲームマスター職（GM）によるBOTへの対処がゆるいゲームほどプレイヤー間のコミュニティで受け入れられやすく、実際に盛んに行われる傾向がある。

### MPK
システムによる自動操縦のノンプレイヤーキャラクター (NPC) であるモンスターの行動アルゴリズムを利用したPKで、Monster Player Killer(killing)の略称である。モンスターを利用し他のプレイヤーキャラクター(PC)を間接的に攻撃することを指す。
多くの場合、システム的に他のプレイヤーを直接攻撃することができないMMORPGにおいて、無理矢理相手を殺す方法として行われるPKである。
具体的には、いくつかの方法がある。強力なモンスターや量的に対処できない程のモンスターがいる場所まで誘導し圧倒的戦力差で死亡を免れない状況に仕向けたり、またはプレイヤーキャラクターを見ると追って来るタイプのモンスターを、標的となるPCの力では対処できないほど多数引き連れて来て、標的のPCの近くでわざと死亡する、あるいはスキルで離脱や死んだフリをするなどして、残された大量のモンスターにそのPCを襲わせたり、さらにはモンスターを召喚するアイテムや特殊技能をPCの近くで大量に使うことで同様の結果をもたらす、モンスターに自ターゲットマーカーを設置して他者が攻撃できない状況を作り出してから索敵エリアから離脱し、ターゲットが他者に移るまでモンスターが自分以外の他者を一方的に攻撃する状況を作る、などの行為が見られる。これらはモンスターが列車のように一列になっている事が多いことから通称｢トレイン｣と呼ばれる事もある｡
ただし、意図せずに上記と同様の状況になってしまった場合、たとえばプレイヤーAがモンスターからの敗走中に死亡し、残されたモンスターがアルゴリズムのままにたまたまその場に居合わせた無関係なプレイヤーBを襲って殺害する結果になったとしても、それは単なる事故でありプレイヤーBが死亡ペナルティを伴う被害を受けたことは事実であってもプレイヤーAはMPKとはいわない。
とはいえ、トレイン行為自体が害意のあった行為なのか、事故的な要素なのか､他者のMPKの被害者なのか､気づかずにやってしまった行為なのか、はたまた気付かなかったふりをしているだけなのかがわからないため、プレイヤー間の言い争いや報復のPK・MPKに発展する場合もある。MPKが禁止されているオンラインゲームでは運営側が作為的に行ったと判断した場合にペナルティを科す場合もある。
もうひとつの目的として、自分の手を汚さずに相手を殺す方法としてMPKが行われる。PKが容認されている仕様のオンラインゲームにおいても、通常のPKを行ったキャラクターはシステム上犯罪者とされPKペナルティとしてゲーム内の行動にいくつかの制約が発生する場合があるが、MPKは直接相手を殺害するわけではないので犯罪者とはならず、PKカウント（何人殺すと犯罪者となるかなどの累積値）が存在するゲームであっても、そのカウントは加算されず、リスクなく相手を殺害できるメリットがある。
他方で、PKの横行を防ぐため、あるいはPvP促進のためにPKによる死亡ではアイテムドロップ等のペナルティが発生しない仕様になっているゲームでは、自らの手で殺しても相手のアイテムを奪うことができないため、間接的に相手を殺すことでアイテムドロップを狙うMPKが横行する事も珍しくはない。
変種として自身の指揮下にあるNPCに命じて、他のプレイヤーキャラクターを殺すMPKの方法もある。システム上、結果的にPKではなくMPKと認知される。
以上のことから、たとえ不意打ちであっても相手と実力で直接対決したうえでPKを果たし、犯罪者になることもいとわないという、PKを美学とするプレイヤー達からさえも、「安易で低リスクなMPKは卑劣な行為」として嫌われることがある。

### FPK
Flag Player Killer (Killing)の略称である。フラグ(Flag)とはそのプレイヤーの状態を表す印のような概念で、ゲームシステムによっては「他のプレイヤーを攻撃ないしPKしたために“PvP（Player vs Player）モード”や“PKモード”のフラグが立っているプレイヤーに対しては、PKをしても自身には“PKモード”のフラグが立たずパラメータ的なペナルティも発生しない」というルールが存在することもある。蔑称として､PKK(Player killer killer)と呼ばれることもある｡
これを逆手に取って、自分から手出しをして“PKモード”のフラグを立てないように、例えば仲間の一人がモンスターに化け、それを人間と知らずに殺してしまい意図せず“PKモード”に陥ったプレイヤーを殺すなど、何らかの方法で相手を罠にはめてPvP状態・PK状態に仕立て上げ、大義名分を利用してその相手を殺すPKをFPKという。その他の手口としてプレイヤーがゲームから離席している際に攻撃を仕掛け､自動反撃スキルなどに対して意図的に自らの回復行為を行わず､システムより攻撃された側の反撃時間とされる｢正当防衛｣の保護一定時間を耐え､待機時間が終了した時にタイミングを併せ､わざとその反撃で死亡することにより相手にPKフラグを負わせることができる｡これを繰り返してPKランクを上昇させ､ステータスの低下やその後のPKKによるアイテムの強奪を目論む手口が存在する｡これらの手法からCPK (Counter PK)ともいう。
多くの場合卑劣な方法として嫌われ、ゲームシステムによっては禁じられている場合もある。

### DK
犬（Dog）など、プレイヤーに同行させられるペットキャラクターを殺す行為で、Dog Killer（Killing）の略。自身に同行させられるNPCを使用できるMMORPGで見られる。ペットの種類で名称は変わるため、タイトルによっては同種の意味の言葉でもプレイヤー間で用いられる略称が異なる場合がある。

### PKへのペナルティ
システム上PKを許容しているMMORPGでは、何らかの形でのステータス・表示の変化と、それに伴う様々な代償（ペナルティ）を負わされることと引き換えにPKを行うことが可能な仕様となっている。
この代償の程度については、ゲームの基本設計や思想、PKがゲームプレイに及ぼす影響の大きさなどによって決まってくるが、その軽重はタイトル毎に少なからぬ差異が見られる。ただし、多くは「贖罪」などという名目のペナルティ消却の為のクエストが用意されており、PKを行ったプレイヤーも多少の時間と手間を要して通常の状態に戻すことが可能であり、一度きりのPKでプレイヤーが通常のプレイに復帰できなくなる程の重いペナルティが課されることはほとんど無い。一方で、上述した様にPKのペナルティが累積的に蓄積される仕様の場合には、重いペナルティを抱えたプレイヤーはクエスト消化に膨大な時間と手間を要しペナルティの全消却が事実上不可能となる場合がある。対照的に、PK状態のフラグが立った後に一定時間ログインすることのみで比較的簡単にペナルティが消却されるタイトルもある。
逆にPKをシステム的に認めていない設計のMMORPGでは、基本的にはPKを行うことができないシステムとなっており、MPKなどの手段でPKが行われることになるが、この場合、PKという行為の発生を前提としないシステムであるゆえに、一次的にステータス面でPKの代償を負わされる事も少ない。ただし、PKをシステム的に認めていない以上、ゲームシステムを悪用したプレイヤーの問題行動などとして運営規約で禁止しているものに該当し、この場合はPK被害を受けたプレイヤーからの申告を受ける形で運営会社所属のゲームマスター職からPK・MPKを引き起こしたプレイヤーに対してメールやチャットなどを介して警告が行われ、それ以後も同様の行為を繰り返す場合には運営規約の違反を理由にキャラクター停止やアカウント凍結などの厳しい制裁が課されることとなる。
ただし、月額課金制であれアイテム課金制であれ、MMORPGとその運営会社は基本的にプレイヤーからの課金を得ることによって経営を成り立たせている。その為、システム上PK行為を容認しており、プレイヤー間のトラブルには不介入という原則を敷いているMMORPGの大半でも、執拗・粘着的あるいは大規模であったり組織的なPK行為や嫌がらせなどを多重に繰り返し、その結果として被害を受けた側の多くのプレイヤーが休止したり課金アイテムの購入をやめてしまう、さらにはアカウントを削除してゲームを離れてしまうなど、他のプレイヤーをゲームから追い出したり課金を打ち切らせてしまう様な行為までもが無際限に肯定されているわけではない。運営会社側でもその様な悪質・大規模・執拗なPKを繰り返すプレイヤーがゲーム運営上の障害となる事態は多分に想定しており、ゲームプレイ規約の禁止項目に「他者のゲームプレイ・円滑なゲーム運営を著しく阻害する悪質な行為」「ゲームの世界観・イメージを著しく毀損しかねない悪質なマナー違反」「運営会社・運営チームへの重大な妨害行為」などという主旨の一文を含ませておき、包括的に規約違反行為として対処できる様にしているのが一般的である。これに基づいて、運営会社の警告を無視して悪質な行為を繰り返しているプレイヤーに対しては運営会社・運営チームが重いペナルティを課したり、あるいは直接にアカウント永久凍結処分を行いゲーム世界から排除することになる。

### PKとして扱われないケース
ゲームシステムの根幹部に勢力間抗争や戦争の構図が常時存在するタイトルでは、敵対勢力に所属するプレイヤーに対する攻撃・殺害はPKではなくシステム上設定されているPvPシステム内での戦闘の範疇であり、この場合にはプレイヤーに制裁が課されることはない。また、ギルド対抗戦・チャンピオン決定戦の様なPvPイベントが存在する場合、当該イベント開催中の「戦場」も同様である。この場合、敵対勢力については積極的に倒すことでむしろポイントが付与されるシステムであることも多い。
プレイヤー同士のPvP促進が目的で投入されている特殊なアイテムが存在するタイトルでは、そのアイテムを装備している（あるいは強制的に装備させられている）間に限って、全てPvP扱いとしてPK・被PKにまつわるペナルティが一切課されないことがある。

## MMORPG以外でのPK行為
対戦型ゲームでは、敵対する組織に属するプレイヤーへの攻撃はゲーム本来の目的であり、PKという呼び方はされない。ここではチーム対戦型のゲームで味方を攻撃する行為について記す。

### FPSにおけるTK
FPSで味方を攻撃する行為は故意・過失を問わずフレンドリーファイア (Friendly Fire, FF) と呼び、殺してしまうことを特にTK (Team Kill, Teammate Kill) と呼ぶ(一人称視点であるFPSにおいては、不意の遭遇戦も多くたとえベテランであっても出会い頭に脊髄反射の如く敵か味方の判別をつける前に相手を射殺してしまうこともよくある)。味方を撃ってもダメージを与えないようサーバを設定することもできるのが普通だが、一般的には使用されていない。悪質なTkerには退場処分（キック）などで対応する。一部のゲームでは故意に味方の射線に入るなどして相手をTKerに仕立て上げる者もいる。

### 対戦型シューティングゲーム
『Gunz』などFPSではないオンラインゲームでもTKは見られる。仕様で自チームには攻撃があたらないようになっているが、例外の手榴弾等やフィールド外の谷底などに突き落としてTKを行う。
また、『War Thunder』という第二次世界大戦～朝鮮戦争をモチーフとしたMMOゲームでも行われている。ゲームモードにより異なるが空戦の場合、味方にも弾が当たるので巴戦などをしていると不意にTKしてしまうことがある。故意のTKは大半がスポーン直後に行われ、特定の個人やクランなどがTKされることが多い。

### クライム・アクションゲーム
犯罪社会を題材としたアクションゲームにおいてもPKが存在する。PvPが出来るゲームにおいてキル行為の全てをPKと区分するのでは無く、プレイルールから大きく外れた正当性の無いキル行為のみをPKと区分している。GTAオンラインにおいては、勝敗や名声と報酬の獲得を目的とせずに、キルのみを目的として、他のプレイヤーの行動を悪意をもって阻害する行為についてPKと認識されている。本来のゲームの内容や、ゲーム内の指示、ゲームから促されて行うキル行為については、勝敗や名声と報酬を獲得出来るためPKとは区別されている。

### プレイヤーの不理解
PKが行われ、PKが嫌悪されるのはオンラインゲームの性質への不理解からくるものとされている。
コンシューマーゲームの多くは「主人公=ヒーロー」という構図があり、その世界観に慣れ親しんだプレイヤーがオンラインゲームの「自分=凡庸な一個人」という性質の違いを理解できていないというのがその論旨である。
しかしシステム的に認められているといえど他人のプレイを阻害しているのでPKは悪と考えるユーザーもかなりの数存在しており、人によって好みの分かれるコンテンツである。PK可だったネットゲームがユーザーの要望からPK不可になった例もあるし、逆にPK不可だったゲームにPK可能サーバーが追加された例もある。通常はPKが可能だが、課金アイテム/課金サービスを利用して一切のPK行為から身を守ることが可能になる例もある。

## プレイヤーキラーを扱った作品
- 篠房六郎の漫画作品 空談師（『月刊アフタヌーン』 短編：1999年11-12月号 長編：2002年3月号-2003年7月号） ナツノクモ（月刊IKKI 2003年11月号-2007年5月号）
- 『.hack//G.U.』（PlayStation 2用ゲーム。サイバーコネクトツー開発。2006年）
- 『ソードアート・オンライン』（ライトノベル、オンライン小説）
- 『ゲームウォーズ』
  - 『レディ・プレイヤー1』

## 関連書籍
- 小林雅一「コンテンツ消滅 音楽・ゲーム・アニメ」（光文社）